# مقاطعة ماكدويل (فرجينيا الغربية)
مقاطعة ماكدويل هي مقاطعة في فيرجينيا الغربية، بلغ عدد سكانها 22٬113  نسمة، في 2010، عاصمتها ولش، تبلغ مساحتها 1٬385 كيلومتر مربع.

## الموقع
تشترك في الحدود مع:
- مقاطعة وايومنغ (فرجينيا الغربية).

## أعلام
- كيرميت هنتر
- أنجي تورنر كينغ